# Jurassic World Camp Cretaceous
Jurassic World Camp Cretaceous (Nederlandse titel: Jurassic World: Kamp Krijtastisch) is een Amerikaanse computeranimatieserie, ontwikkeld door Zack Stentz. De animatieserie is gebaseerd op de roman Jurassic Park van Michael Crichton en ging in première op 18 september 2020 op Netflix als onderdeel van de Jurassic Park-franchise. De animatieserie speelt zich af voor, tijdens en na de gebeurtenissen in de film Jurassic World. Het tweede seizoen verscheen op 22 januari 2021.

## Verhaal
Deze animatieserie volgt een groep van zes kinderen die zijn uitgekozen voor een once-in-a-lifetime ervaring in een nieuw avonturenkamp aan de andere kant van het eiland Isla Nublar. Maar als de dinosauriërs op het eiland uitbreken, komen de jonge kampeerders vast te zitten. Omdat ze de buitenwereld niet kunnen bereiken, worden ze gedwongen het eiland over te steken in de hoop een uitweg te vinden en er levend uit te komen.

## Rolverdeling
Hieronder volgen de originele Engelstalige stemmen van de reeks.

### Hoofdrollen Engelstalig
- Paul-Mikél Williams als Darius Bowman
- Kausar Mohammed als Yasmina "Yaz" Fadoula
- Jenna Ortega als Brooklynn
- Ryan Potter als Kenji Kon
- Raini Rodriguez als Sammy Gutierrez
- Sean Giambrone als Ben Pincus

### Bijrollen Engelstalig
- Jameela Jamil als Roxie
- Glen Powell als Dave
- Stephanie Beatriz als Tiff
- Bradley Whitford as Mitch
- Angus Sampson als Hap
- James Arnold Taylor als Eddie

Hieronder volgen de stemmen van de Nederlandse versie:

### Hoofdrollen Nederlandstalig
- Bo Bellamy als Darius Bowman
- Mylène Waalewijn als Yasmina ‘’Yas” Fadoula
- Fé van Kessel als Brooklynn
- Sander van Amsterdam als Kenji Kon
- Sofie Heus als Sammy Gutierrez
- Jip Bartels als Ben Pincus

### Bijrollen Nederlandstalig
- Emma Pelckmans als Roxie
- Charly Luske als Dave
- Wiebe-Pier Cnossen als Dr. Wu
- Jonathan Demoor als Eddie
- Paul Disbergen als Mitch
- Birgit Schuurman als Tiff
- Simon Zwiers als Hap
- Paul Donkers als Hawkes

## Afleveringen

### Seizoen 1
| Nr. | Titel (NL)                              | Titel (EN)                | Regie          | Scenario                    | Releasedatum      |
| --- | --------------------------------------- | ------------------------- | -------------- | --------------------------- | ----------------- |
| 1   | Kamp Krijtastisch                       | Camp Cretaceous           | Lane Lueras    | Zack Stentz & Scott Kreamer | 18 september 2020 |
| 2   | Geheimen                                | Secrets                   | Dan Riba       | Sheela Shrinivas            | 18 september 2020 |
| 3   | De drijfjacht                           | The Cattle Drive          | Zesung Kang    | Rick Williams               | 18 september 2020 |
| 4   | Soms zit het tegen                      | Things Fall Apart         | Michael Mullen | M. Willis                   | 18 september 2020 |
| 5   | Gefeliciteerd met je verjaardag, Eddie! | Happy Birthday, Eddie!    | Zesung Kang    | Josie Campbell              | 18 september 2020 |
| 6   | Welkom in Jurassic World                | Welcome to Jurassic World | Michael Mullen | Zack Stentz                 | 18 september 2020 |
| 7   | Laatste kampdag                         | Last Day of Camp          | Eric Elrod     | Sheela Shrinivas            | 18 september 2020 |
| 8   | Het eindstation                         | End of the Line           | Zesung Kang    | Scott Kreamer               | 18 september 2020 |

### Seizoen 2
| Nr. | Titel (NL)               | Titel (EN)        | Regie          | Scenario                  | Releasedatum    |
| --- | ------------------------ | ----------------- | -------------- | ------------------------- | --------------- |
| 1   | Een baken van hoop       | A Beacon of Hope  | Michael Mullen | Rick Williams             | 22 januari 2021 |
| 2   | De kunst van het chillen | The Art of Chill  | Eric Elrod     | M. Willis                 | 22 januari 2021 |
| 3   | De waterpoel             | The Watering Hole | Zesung Kang    | Bethany Armstrong Johnson | 22 januari 2021 |
| 4   | Redding                  | Salvation         | Michael Mullen | Sheela Shrinivas          | 22 januari 2021 |
| 5   | Dapper                   | Brave             | Eric Elrod     | Lindsay Kerns             | 22 januari 2021 |
| 6   | Misleid                  | Misguided         | Leah Artwick   | Rick Williams             | 22 januari 2021 |
| 7   | Stap één                 | Step One          | Michael Mullen | Sheela Shrinivas          | 22 januari 2021 |
| 8   | Chaostheorie             | Chaos Theory      | Eric Elrod     | Josie Campbell            | 22 januari 2021 |

### Seizoen 3
| Nr. | Titel (NL)                  | Titel (EN)              | Regie          | Scenario                                                                   | Releasedatum |
| --- | --------------------------- | ----------------------- | -------------- | -------------------------------------------------------------------------- | ------------ |
| 1   | Uitzicht van boven          | View from the Top       | Leah Artwick   | Lindsay Kerms                                                              | 21 mei 2021  |
| 2   | Veilige haven               | Safe Harbor             | Micheal Mullen | Rick Williams                                                              | 21 mei 2021  |
| 3   | Casa de Kenji               | Casa De Kenji           | Eric Elrod     | Sheela shrinivas, Bethany Armstrong Johnson, Lindsay Kerms & Rick Williams | 21 mei 2021  |
| 4   | Slimme vrouw                | Clever Girl             | Leah Artwick   | Zack Stentz                                                                | 21 mei 2021  |
| 5   | Stilte voor de storm        | Eye of the Storm        | Micheal Mullen | Bethany Armstrong Johnson                                                  | 21 mei 2021  |
| 6   | Een lange weg               | The Long Run            | Eric Elrod     | Sheela Shrinivas                                                           | 21 mei 2021  |
| 7   | Een grote schok             | A Shock to the System   | Leah Artwick   | Bethany Armstrong Johnson & Rick Williams                                  | 21 mei 2021  |
| 8   | Ontsnapping van Isla Nublar | Escape from Isla Nublar | Micheal Mullen | Lindsay Kerms                                                              | 21 mei 2021  |
| 9   | Koste wat kost              | Whatever it Takes       | Eric Elrod     | Joanna Lewis & Kristine Songco                                             | 21 mei 2021  |
| 10  | Hou je aan de missie        | Stay on Mission         | Leah Artwick   | Rick Williams                                                              | 21 mei 2021  |

### Seizoen 4
| Nr. | Titel (NL)                 | Titel (EN)             | Regie          | Scenario                     | Releasedatum    |
| --- | -------------------------- | ---------------------- | -------------- | ---------------------------- | --------------- |
| 1   | Onder de oppervlakte       | Beneath the Surface    | Michael Mullen | Sheela Shrinivas             | 3 december 2021 |
| 2   | Gelukkig...                | At Least...            | Eric Elrod     | Bethany Armstrong Johnson    | 3 december 2021 |
| 3   | Dokter Turner              | Turning Dr. Turner     | Leah Artwick   | Joanna Lewis Kristine Songco | 3 december 2021 |
| 4   | Ruw wakker geschud         | Rude Awakening         | Michael Mullen | Rick Williams                | 3 december 2021 |
| 5   | De langste adem            | The Long Game          | Eric Elrod     | Sheela Shrinivas             | 3 december 2021 |
| 6   | Gevaarlijke missie         | Mission Critical       | Leah Artwick   | Bethany Armstrong Johnson    | 3 december 2021 |
| 7   | Overleven                  | Staying Alive          | Michael Mullen | Joanna Lewis Kristine Songco | 3 december 2021 |
| 8   | Technische problemen       | Technical Difficulties | Eric Elrod     | Rick Williams                | 3 december 2021 |
| 9   | Dinositten                 | Dino-Sitting           | Leah Artwick   | Sheela Shrinivas             | 3 december 2021 |
| 10  | Alles weer onder controle? | Taking Control         | Michael Mullen | Leore Berris                 | 3 december 2021 |
| 11  | Wie is de baas?            | Who's the Boss?        | Eric Elrod     | Bethany Armstrong Johnson    | 3 december 2021 |

### Seizoen 5
| Nr. | Titel (NL)              | Titel (EN)      | Regie          | Scenario                                                 | Releasedatum |
| --- | ----------------------- | --------------- | -------------- | -------------------------------------------------------- | ------------ |
| 1   | Herenigd                | Reunited        | Leah Artwick   | Joanna Lewis Kristine Songco                             | 21 juli 2022 |
| 2   | De laatste test         | The Final Test  | Michael Mullen | Leore Berris                                             | 21 juli 2022 |
| 3   | Gevechtslinies          | Battle Lines    | Eric Elrod     | Rick Williams                                            | 21 juli 2022 |
| 4   | Ontwijkend gedrag       | Evasive Action  | Leah Artwick   | Bethany Armstrong Johnson                                | 21 juli 2022 |
| 5   | Een schokkende situatie | Shaky Ground    | Michael Mullen | Joanna Lewis Kristine Songco                             | 21 juli 2022 |
| 6   | Buiten de groep         | Out of the Pack | Eric Elrod     | Leore Berris                                             | 21 juli 2022 |
| 7   | De sprong               | The Leap        | Leah Artwick   | Bethany Armstrong Johnson Rick Williams                  | 21 juli 2022 |
| 8   | Verbinding verbroken    | Clean Break     | Michael Mullen | Sheela Shrinivas                                         | 21 juli 2022 |
| 9   | De kern                 | The Core        | Eric Elrod     | Joanna Lewis Kristine Songco                             | 21 juli 2022 |
| 10  | De aankomst             | Arrival         | Leah Artwick   | Leore Berris                                             | 21 juli 2022 |
| 11  | De laatste slag         | The Last Stand  | Michael Mullen | Bethany Armstrong Johnson Sheela Shrinivas Rick Williams | 21 juli 2022 |
| 12  | De zes van Nublar       | The Nublar Six  | Eric Elrod     | Bethany Armstrong Johnson Sheela Shrinivas Rick Williams | 21 juli 2022 |